# Legendarium andegaweńskie

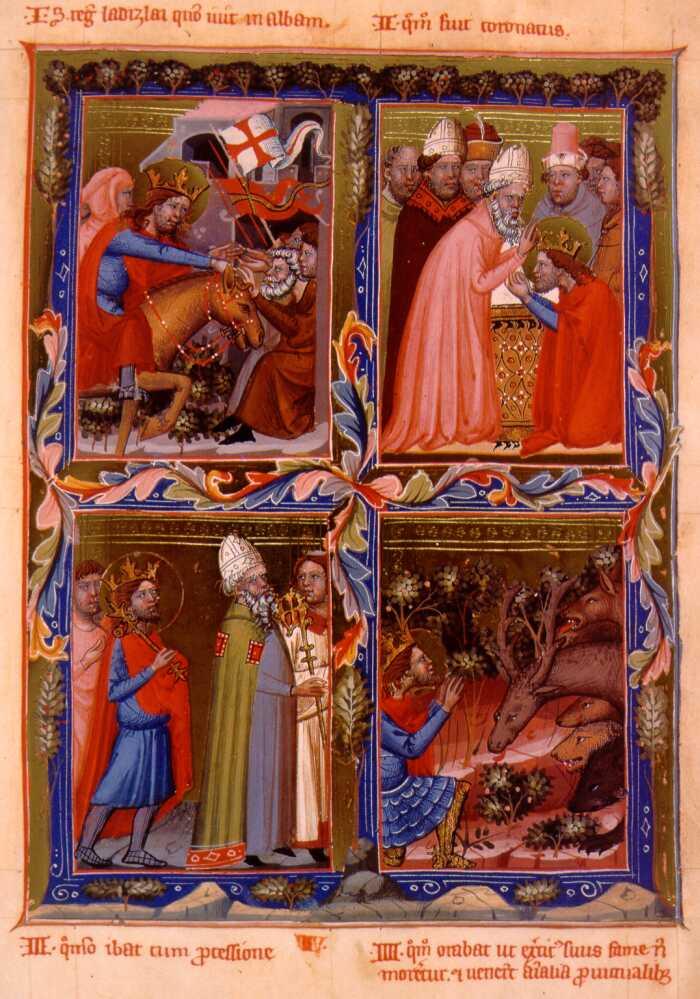
Stronica z księgi

Legendarium andegaweńskie  („Acta Sanctorum pictis imaginibus adornata”) – bogato zdobiona księga przygotowana około roku 1337 dla Andrzeja, młodszego syna króla węgierskiego Karola Roberta, wywodzącego się z rodu Andegawenów, który wychowywał się w Neapolu. 
Podzielony pergaminowy kodeks składa się ze 140 kart znajdujących się w Bibliotece Watykańskiej, Ermitażu w Petersburgu, Pierpont Morgan Library w Nowym Jorku, Bancroft Library w Berkeley, Metropolitan Museum Library w Waszyngtonie oraz paryskim Luwrze
Legendarium opowiada w obrazach o życiu Chrystusa i różnych świętych. Historia w obrazach została opracowana na podstawie Złotej legendy Jakuba de Voragine. Jest to jednak nie tylko zbiór biografii świętych, ale i wierne przedstawienie realiów XIV wieku. 
Ilustracje malował - według przypuszczeń autora wstępu - malarz królewski Hertul. Uczył się on w Bolonii i tam przyswoił sobie sztukę malowania miniatur. Na początku XIV wieku ukształtował się charakterystyczny styl miniatur: łączył on w sobie elementy bizantyjskie z wpływami francuskimi i innymi. Legendarium Andegaweńskie jest jednym z najpiękniejszych dzieł malarstwa miniaturowego epoki trecento. 
W II poł. XX wieku z materiałów Biblioteki Watykańskiej, nowojorskiej Pierpont Morgan Library i petersburskiego Ermitażu Ferenc Levárdy zestawił na nowo księgę, która na przestrzeni wieków została podzielona i jej fragmenty znalazły się w odległych punktach świata.
W 1978 roku efekt pracy Ferenca Levardy został wydany jako faksymile wspólnie przez wydawnictwo Ossolineum oraz Magyar Helikon-Corvina.